# Монастир Святої Агати (Делфт)
52°00′43″ пн. ш. 4°21′18″ сх. д. / 52.012° пн. ш. 4.355° сх. д.
Монастир Святої Агати (нід. Sint-Agathaklooster) — колишній монастир у місті Делфт, провінція Південна Голландія, Нідерланди. Сьогодні в комплексі монастиря знаходиться Музей Принценгоф (Делфт). Комплекс входить до «Топ-100 нідерландських пам'яток» — рейтингу національних пам'яток, заснованого 1990 року Національним агентством з охорони пам'яток (нині Агентство культурної спадщини).

## Історія монастиря Святої Агати
Близько 1380 року навколо священика Якова Яна зібралося декілька жінок, які хотіли присвятити своє життя служінню Богові. Спочатку вони жили у великій бідності. Період бідності закінчився, коли заможна вдова Алід Бюзерс разом з дочкою Агатою (нід. Aechte) наприкінці XIV століття приєдналася до спільноти сестер. Під її патронатом спільнота сестер постійно зростала. Вони заробляли на прожиття прядінням, ткацтвом. 1403 року ця спільнота придбала будинок на Ауде Делфт під монастир, який назвали на честь Святої Агати, покровительки її доньки. Алід Бюзерс стала першою настоятелькою монастиря Святої Агати. Коли вона померла в 1409 році, настоятелькою монастиря стала її донька. 1414 року монастир отримав право володіти власною каплицею і кладовищем. Тоді ж імовірно і збудували каплицю.
По мірі зростання групи сестер монастир багато разів розширювався, розбудовувався поки не став найбільшим (а також найбагатшим) монастирем не тільки у стінах середньовічного Делфта, але йдалеко за його межами.  Особливо з часу, коли він увійшов до складу Третього ордену францисканців-терціаріїв. Терціарії, члени існуючих Третіх орденів, дотримуються спеціального статуту, адаптованого до світського життя, в основі якого лежить духовність відповідного монашого ордена. Багато заможних жінок-терціаріїв, приймаючи на себе обітниці духовного життя, віддавали своє майно монастирю, так що його багатство та розміри постійно зростали. У XVI столітті в релігійній громаді монастиря нараховувалося 125 сестер.

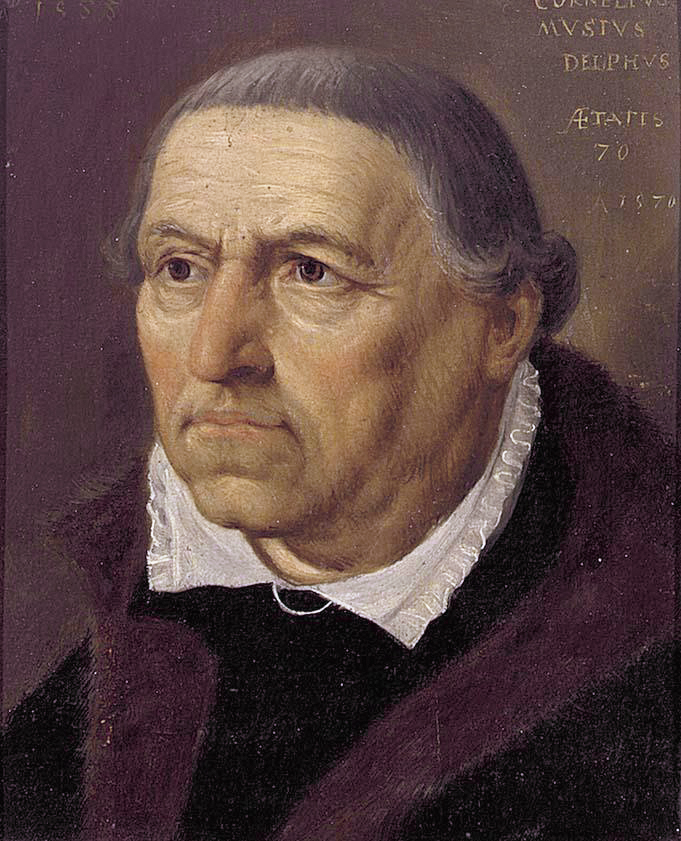
Портрет Корнеліуса Мюсієса. Невідомий художник, 1588

Бурхливі події XVI століття в історії Нідерландів рішуче втрутилися в спокійне життя жіночого монастиря. Почалася Нідерландська революція. Посилилися збройні сутички між кальвіністськими голландцями та католиками-іспанцями, які керували провінціями. Монастир пережив іконоборство 1566 року неушкодженим, але в 1572 році після захоплення повстанцями Делфта монастир був конфіскований і переданий їх керівнику принцу Вільгельму Оранському, оскільки йому потрібне було безпечне місце для його проживання з родиною та двором. З цього часу монастирський комплекс став відомим як «Двір принца» (Прінценгоф) (нід. Prinsenhof). У 1572 році в Голландії було заборонено католицизм, і будівля остаточно втратила функцію монастиря. Решті черниць було дозволено залишатися; вони розміщувались у південному крилі монастиря. Остання черниця померла в 1640 році. 

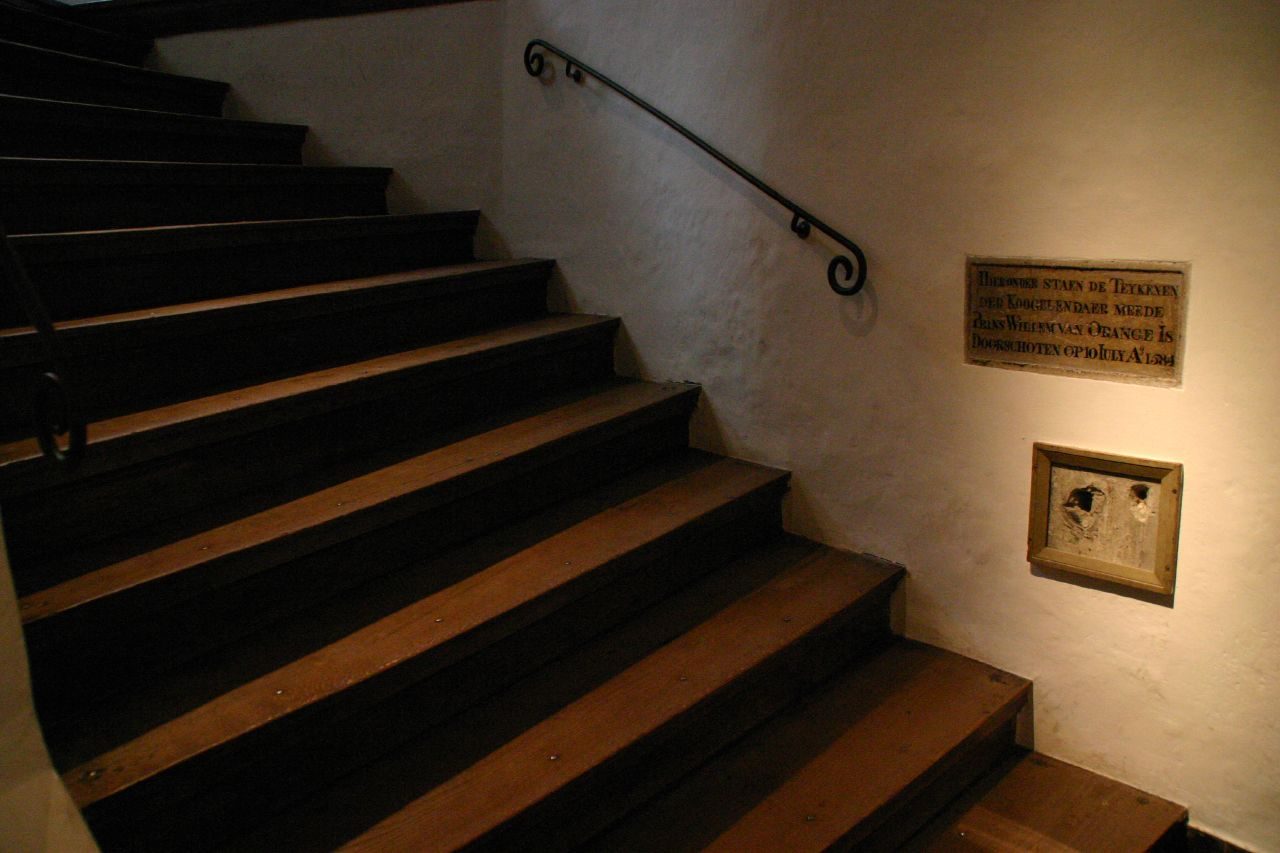
Місце вбивства Вільгельма Оранського і сліди від куль

Останнім настоятелем монастиря був Корнеліс Мюсієс (нід. Cornelis Musius). 1572 року Мюсієс залишався в монастирі. Порушивши комендантську годину для представників католицького духовенства та релігійних орденів, він покинув без дозволу місто, щоб вивезти дорогоцінні монастирські скарби в безпечне місце. Віллем II ван дер Марк, лорд Лумея переслідував Мюсієса, спіймав і замість того, щоб повернути його в Делфт, переправив у ворожі руки до Лейдена. Там, незважаючи на захисний лист від Вільгельма Оранського, його побили, закатували та повісили.
Принц Вільгельм Оранський перебував у монастирі Святої Агати до 1584 року. 10 липня 1584 року іспанський агент француз Бальтасар Жерард (видаючи себе за протестанта Франсуа Гіона) застрелив його з короткої відстані, коли принц піднімався сходами до своєї спальні в Принценгофі. Діри від куль вбивці зберігаються під склом у стіні тепер музейного приміщення. Принц Вільгельм Оранський похований у Новій церкві міста Делфт.
З 1585 року каплиця монастиря використовувалась валлонським реформатським муніципалітетом як Валлонська церква (нід. Waalse Kerk. Церковні служби проводилися французькою мовою, тому її ще називали Французькою церквою.

## Подальше використання монастирського комплекса
Впродовж наступних століть монастирські приміщення використовувались за різним призначенням.
З середини XVII століття тут облаштували ткацьке виробництво, низку крамниць на першому поверсі з продажу тканин. Другий поверх використовували для житла володарів крамничок.
У XVIII столітті тут розташовувався також Делфтський музичний колегіум. У 1776 році в Принценгофі була відкрита латинська школа.
Але з 1795 року школі часто доводилося звільняти кімнати, бо військові вимагали все більше місця для своїх цілей. У 1807 році латинська школа залишила Принценгоф; тепер комплекс повністю став казармою.
З часом повільно зростало усвідомлення історичної важливості Принценгофа. У 300-ту річницю смерті Вільгельма Оранського в історичній залі — так званій залі вбивства — та їдальні була показана виставка. Для цього обидві кімнати були відреставровані та відкриті для відвідування в 1887 році. З 1906 року тут також розміщувалася колекція муніципального музею Делфта, заснованого в 1897 році. Військові поступово повністю покинули приміщення Принценгофа до 1925 року. Після фундаментальної реконструкції він був відкритий під назвою музей Принценгоф Делфта у травні 2014 року королем Віллемом-Олександром. Окрім колекцій на тематику Вільгельма Оранського та заснування республіки, в музеї також представлені твори мистецтва XVI–XVII століть, а також численні дельфтські блакитні фаянси. У музеї регулярно змінюються виставки.
В іншій частині будівлі монастиря Святої Агати в 1911 році був відкритий Етнографічний музей. Після ретельного ремонту в червні 1977 року, музей був знову відкритий як музей Нусантара. Він був єдиним музеєм у Нідерландах, повністю присвяченим мистецтву та культурі Індонезії. До свого столітнього ювілею в 2011 році музей знову відремонтували. Але й не минуло  двох років, як муніципальна рада Делфта закрила музей через брак коштів. Колекцію музею Нусантара розподілили між музеєм Прінцегоф, Національним музеєм етнографії та іншими.
10 червня 2018 р. релігійна громада провела останню офіційну службу у Валлонській церкві, її діяльність була перенесена в лютеранську церкву в Нордейнде в Гаазі.

## Галерея

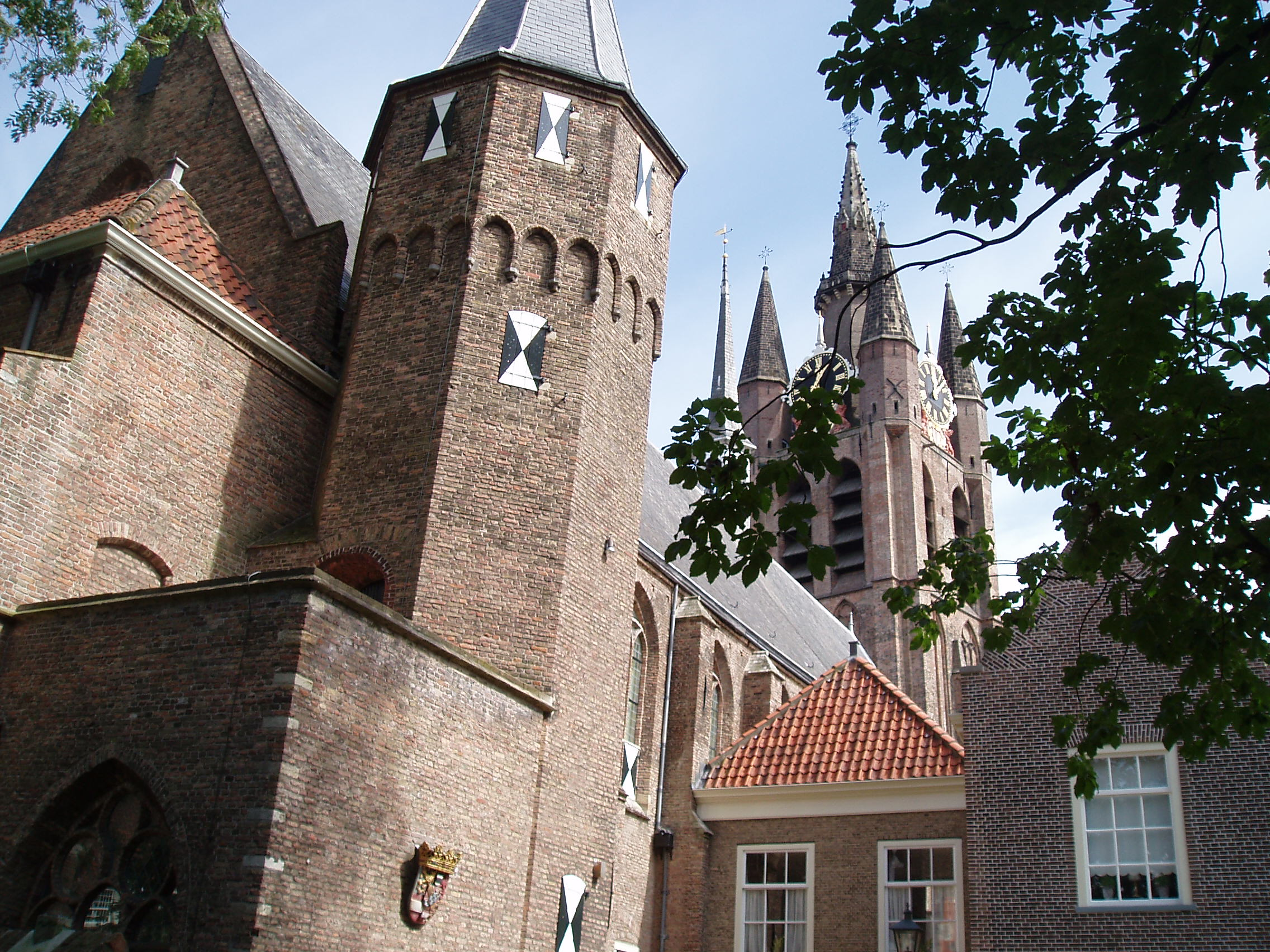
Принценгоф (на задньому плані Стара церква)
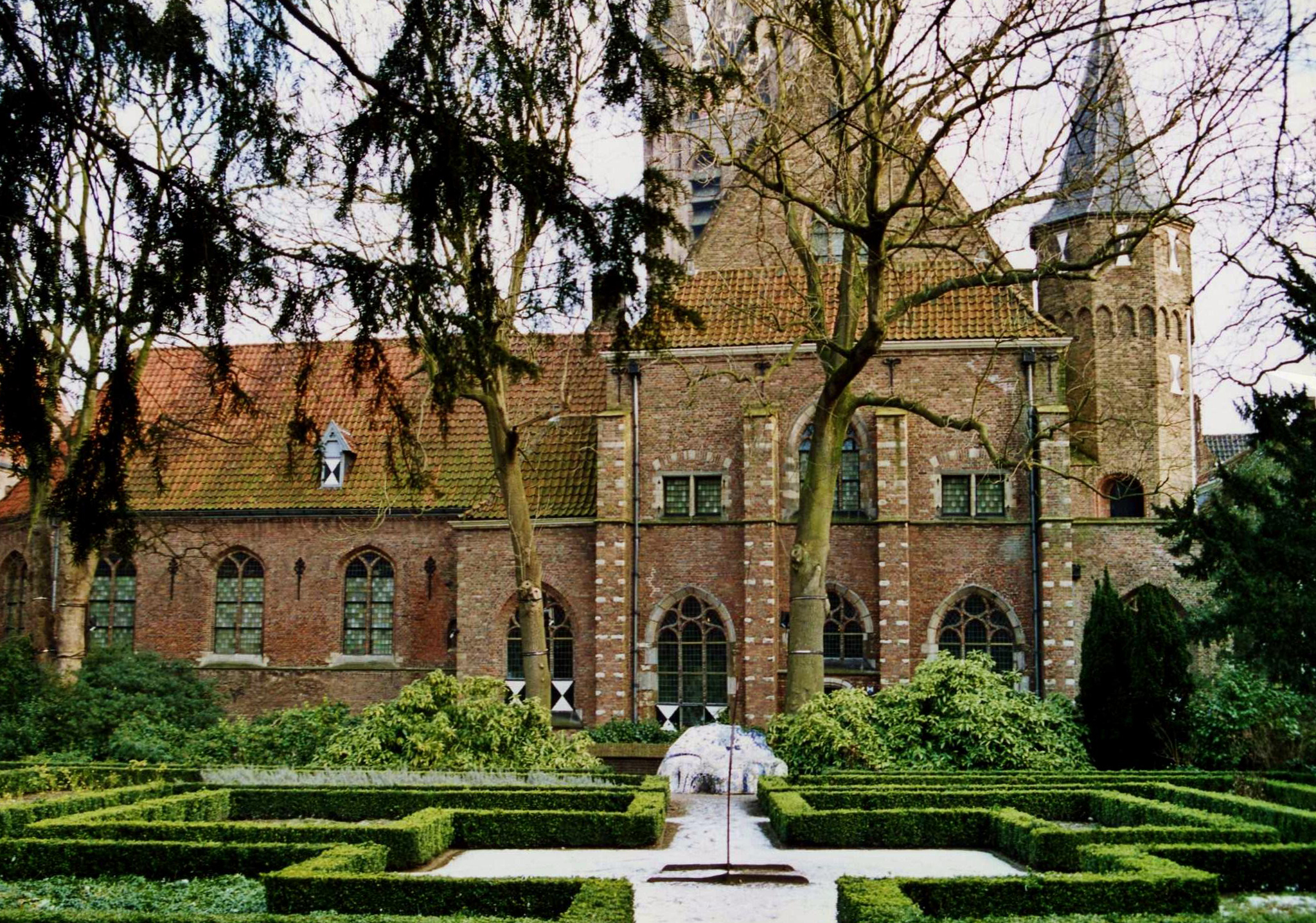
Внутрішнє подвір'я Принценгофа
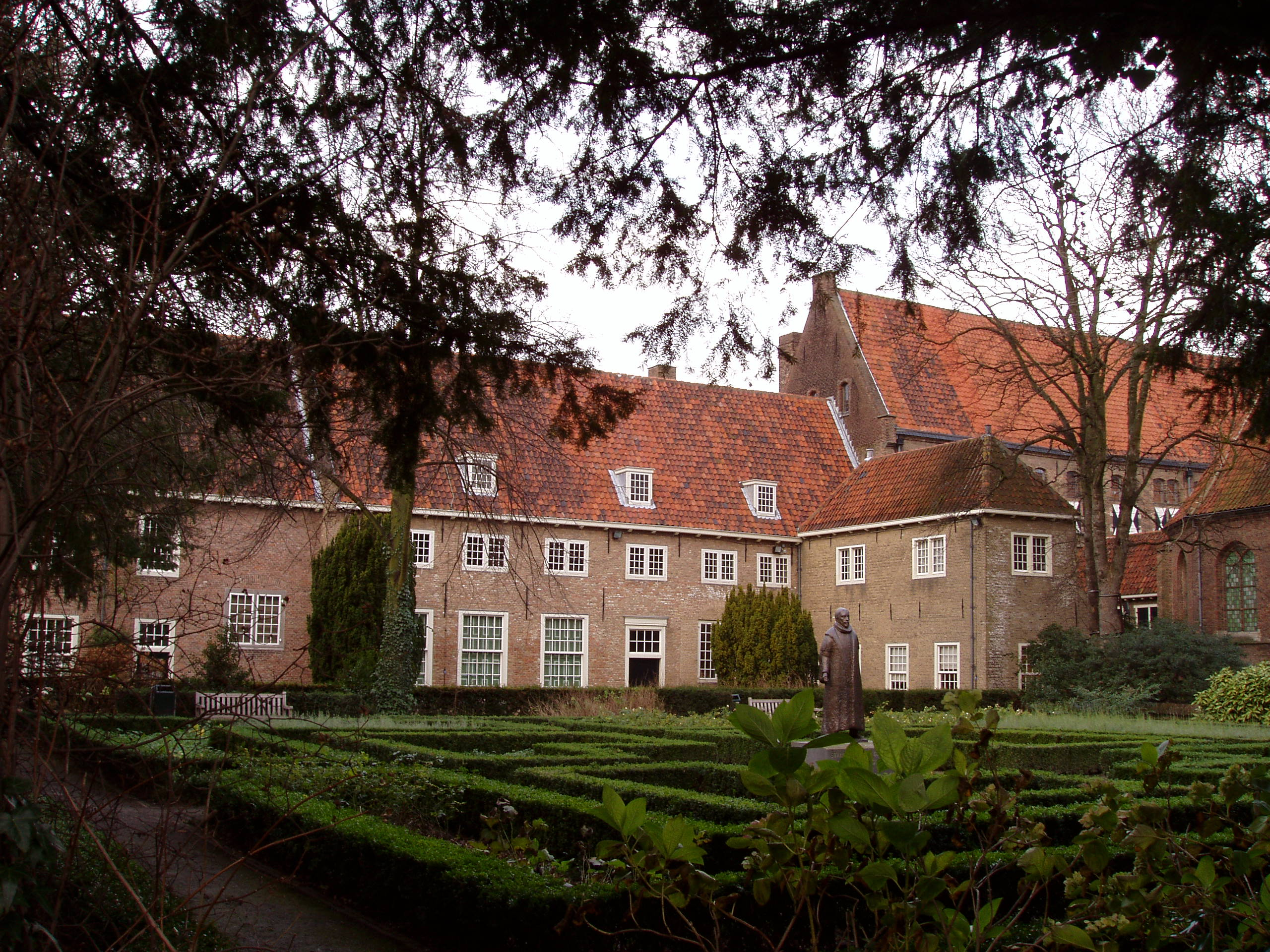
Внутрішнє подвір'я Принценгофа
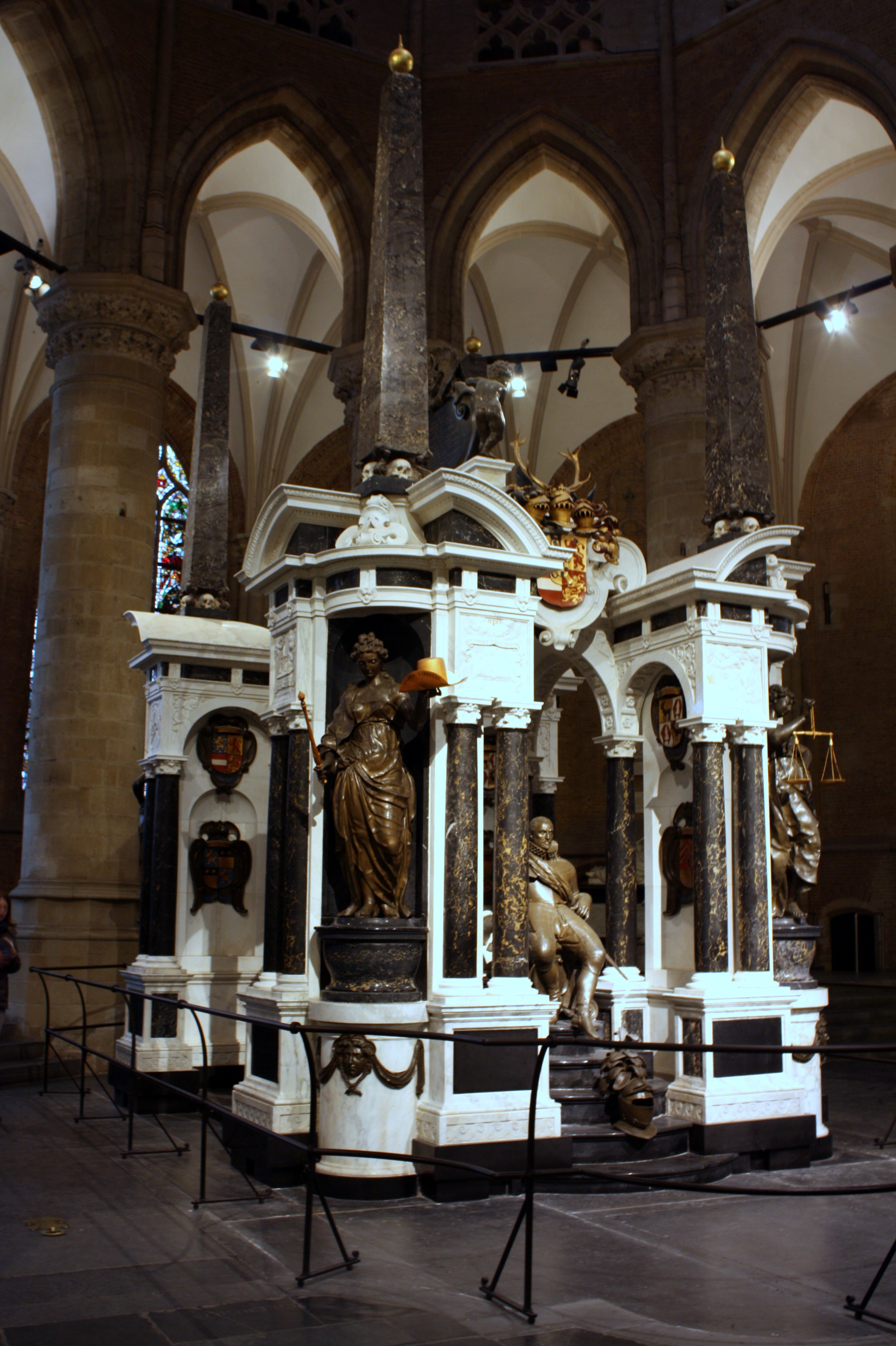
Надгробок принца Вільгельма І Оранського, 1623 р., загальний вигляд, Нова церква,  місто Делфт, Нідерланди
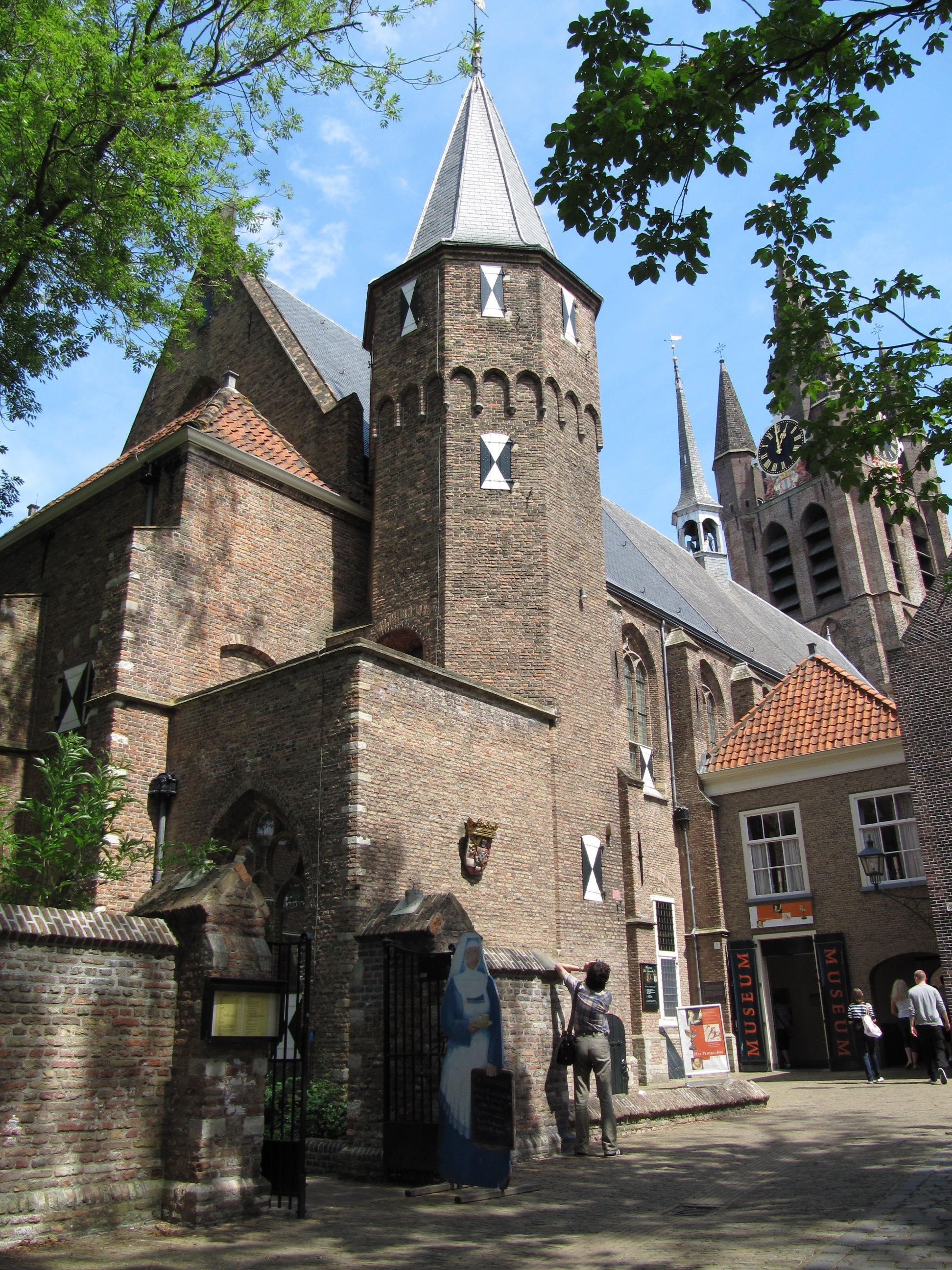
Валлонська церква на площі Агати
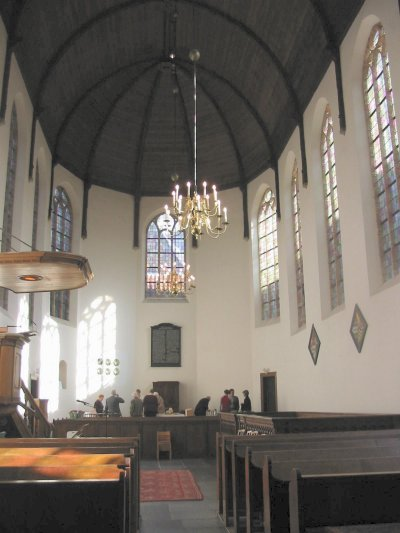
Інтер'єр Валлонської церкви